# Georg Rüssmann
Georg Rüssmann (Oberhausen-Sterkrade, 15 november 1919 – Hennef (Sieg), 31 mei 1986) was een Duits componist, dirigent en muzikant. Voor bepaalde werken gebruikte hij de pseudoniemen Wal Barney, May Hames, Carlos Caribez, Otto Berkhaan. 

## Levensloop
Sinds 1945 musiceerde hij in verschillende dansorkesten (onder andere: "Rüssmann-Rhythmiker") en werkte als arrangeur. Vanaf 1963 was hij dirigent van de Siegerländer Musikanten. Als componist schreef hij verschillende werken voor harmonieorkest en liederen. 

## Composities

### Werken voor harmonieorkest
- 1979 Attendorner Schützenmarsch - tekst: Franz Hanemann
- 1982 Rheinische Dorfkirmes, voor mannenkoor en harmonieorkest
- Am Rhein beim Wein, selectie
- Attendorner Fanfarenmarsch
- Bellona, Valse musette
- Fastelovend Walzer, selectie
- Polonaise
- Westerwälder Heimat
- Winzergruß
- Wir tanzen Polka

### Liederen
- ...die Lustigen Tage, selectie
- ...mit Tara und Bumdera, selectie
- Am Mondag jeht de Zoch, voor zangstem en klein orkest - tekst: Franz Weckauff
- Biertrinkers Lieblingslieder I, selectie
- Biertrinkers Lieblingslieder II, selectie
- Brrrr....schellte der Wecker, voor zangstem en klein orkest
- Die Mädchen aus dem Kohlenpott, voor zangstem en klein orkest - tekst: Harry Fey
- Durch die Schöne Heimat, voor zangstem en klein orkest
- Duve am Dom, voor zangstem en klein orkest - tekst: Franz Weckauff
- Humba Rucki Zucki, selectie
- Im alten Wirtshaus
- Sauerbraten, voor zangstem en klein orkest - tekst: Franz Weckauff
- Schöne Zeiten, selectie
- Sei doch nicht so pingelich, voor zangstem en klein orkest - tekst: Franz Weckauff
- Sorgenbrecher, selectie
- Tanzen und Singen, selectie
- Urlaubsfreuden in Germany, selectie
- Wer die Theke erfunden hat, voor zangstem en klein orkest
- Warum muss Aschermittwoch immer alles vorbei sein, voor zangstem en klein orkest - tekst: van de componist en Lotti Krekel
- Wirtshauslieder zum mitsingen, selectie